# Horror
Horror är en litteratur- och filmgenre som precis som terrorn har sina rötter i 1700-talets gotiska romaner. Dock var det inte förrän i mitten av det århundradet som ordet "Gotisk" fick en positiv betydelse inom litteraturen. Det var tidigare använt som ett skällsord för att beskriva, eller förolämpa, det historier som författare som inte följde det klassiska mönstret skapade. Det användes för sådan litteratur som inte ansågs platsa inom ramarna för klassicismens samhälle och regler, plus att det anknöt till medeltiden.

## Skillnaden mellan terror och horror
Enligt Devendra Varma i The Gothic Flame (1966):
The difference between Terror and Horror is the difference between awful apprehension and sickening realization: between the smell of death and stumbling against a corpse.
Skillnaden ligger alltså i det narrativa inom de båda subgenrerna. I vad författaren vill få fram med sitt verk. Vill han eller hon skapa en blodisande värld med död, blod och lik, eller vill författaren skapa en övernaturlig värld som bygger mer på karaktärernas psykiska stabilitet och mentalitet.
I horrorhistorierna används andra skrämseltrick än i de mer sublima terrorhistorierna. Några filmer inom horror genren är Scream, Halloween, Friday the 13th, A Nightmare on Elm Street. Blod, skrik och splatter är delar av dessa filmer. Få karaktärer överlever i filmerna och de är uppbyggda på ett sådant sätt att det är möjligt att räkna ut vad som kommer att hända eller vem som kommer råka ut nästkommande mord.
Horrorhistorierna innehåller många mördare av olika typer som inte har något annat mål än att ta ut sin hämnd. Mördare man inte alltid kan lista ut om de är verkliga eller bara riktigt verkliga fantasifoster, eller kanske är de rent av döda.